# تشارلز جانواي
تشارلز جانواي (بالإنجليزية: Charles Janeway)‏‏ (5 فبراير 1943 في بوسطن - 12 أبريل 2003 ) عالم مناعة، وأستاذ جامعي من الولايات المتحدة.